# Julian Ross
Julian Ross (三杉淳?, Misugi Jun) è un personaggio del manga Capitan Tsubasa, creato da Yōichi Takahashi. Egli appare inoltre in numerosi manga sequel e nelle serie televisive anime tratte dai fumetti, meglio conosciute in italiano come Holly e Benji. Nella versione italiana degli anime il suo nome è stato anglicizzato in Julian Ross, mentre nell'edizione manga è stato mantenuto l'originale giapponese Jun Misugi.
Capitano della squadra Mambo di Tokyo, è di base un centrocampista offensivo in grado tuttavia di esprimersi in qualsiasi posizione. Cresciuto in una famiglia molto ricca, Misugi soffre di una malattia cardiaca congenita, che gli ha procurato il soprannome di "campione di vetro": questo non gli ha impedito tuttavia di sviluppare il suo enorme talento, che mette al servizio della sua squadra pur nel limite di non poter giocare più di quindici minuti a partita. A questi limiti, Julian sopperisce con grande senso tattico, che gli permette di dirigere il gioco anche dalla panchina, in particolare attraverso l'organizzazione della linea difensiva e la puntuale applicazione del fuorigioco.
In Capitan Tsubasa World Youth, in seguito a un'operazione Julian supera i suoi problemi cardiaci e può dunque giocare a tempo pieno: il lungo periodo trascorso fuori dai campi, tuttavia, e la mancanza di allenamento, ne hanno ridimensionato di molto le capacità. Per questo Julian si ricicla come libero. Dopo il World Youth, Julian viene acquistato dall'FC Tokyo.

## Creazione e sviluppo
Julian Ross fu concepito da Yōichi Takahashi come uno dei tanti avversari che il protagonista della serie Oliver Hutton incontra sul suo cammino di crescita. Julian venne presentato inizialmente come superiore a Holly, ma Takahashi lo rese affetto da una malattia cardiaca per rendere il conflitto tra i due più interessante. Nel concepirlo, l'autore trasse ispirazione dal calciatore olandese Johan Cruijff, con cui condivide il numero di maglia 14, la capacità di interpretare diversi ruoli secondo i dettami del calcio totale, l'eleganza di gioco e l'intelligenza tattica.
È doppiato in giapponese da Reiko Kitō in Captain Tsubasa, da Aya Mizoguchi in Shin Captain Tsubasa, da Yuko Kobayashi in Captain Tsubasa J da giovane, da Shin'ichirō Ōta in Captain Tsubasa J da adulto, da Ai Orikasa in Captain Tsubasa Road to 2002 da giovane e da Issei Miyazaki in Captain Tsubasa Road to 2002 da adulto; e in italiano da Christian Fassetta in Captain Tsubasa e Shin Captain Tsubasa e da Alessandro Tiberi in Captain Tsubasa Road to 2002.

## Descrizione
Ross è un genio del calcio, dotato di grande talento e versatilità. Può virtualmente ricoprire qualsiasi ruolo in campo. Generalmente gioca come difensore e mediano, ma all'occorrenza può salire anche in attacco e svolgere funzione di regista. Ha una grande visione di gioco e intelligenza calcistica: è in grado di coordinare la linea difensiva alla perfezione applicando la tattica del fuorigioco. Sa usare varie tecniche speciali, tra cui l'Overhead Kick e il Drive Shoot.

## Storia
Julian Ross fa il suo debutto nel manga Capitan Tsubasa e nell'anime Holly e Benji. Nel campionato di Yomiuri Land, la sua squadra Mambo arriva in semifinale contro la New Team di Oliver Hutton. Sulle prime, Holly è frenato dal fatto che Amy lo ha messo al corrente dei problemi cardiaci di Julian e, anche a causa di questo, nel primo tempo la Mambo dilaga, mentre la New Team si trova prigioniera della "trappola del fuorigioco" orchestrata da Julian. Terminato il primo tempo, Julian rimprovera aspramente la ragazza tirandole uno schiaffone. Per rispetto del rivale, Julian sceglie di giocare l'intero match, anche a rischio della propria salute, segnando tre gol; tuttavia nei minuti di recupero Holly segna il gol della vittoria. Tre anni dopo, la malattia di Julian è migliorata e gli consente di giocare trenta minuti a partita. La Mambo non riesce tuttavia nemmeno a qualificarsi al campionato, perdendo la finale del torneo della prefettura di Tokyo contro la Toho di Mark Lenders. Al termine del campionato delle medie, Julian viene convocato nella nazionale giovanile giapponese come vice dell'allenatore Freddy Marshall in virtù delle sue grandi capacità tattiche. Come giocatore, Julian debutta negli ultimi cinque minuti della partita contro l'Argentina, spostando gli equilibri della partita a favore del Giappone e segnando il gol della vittoria.
In Capitan Tsubasa World Youth, Julian si sottopone a un nuovo intervento chirurgico che lo guarisce definitivamente. In questo periodo inoltre inizia ad affiancare al calcio degli studi in medicina, con l'intento di aiutare altri sportivi con problemi di salute. A causa dell'aspra concorrenza nei ruoli offensivi e limitato dal lungo periodo trascorso fuori dai campi di gioco, si reinventa libero, ritenendo di essere più utile alla squadra in quel ruolo. La prolungata inattività lo ha reso però meno decisivo, e difatti viene spesso superato dagli avversari. Grazie al suo acume tattico, Julian diventa il leader del reparto difensivo, esperto nel far salire la squadra per mettere gli avversari in fuorigioco; anche grazie al suo contributo il Giappone riesce a vincere il World Youth.
In Captain Tsubasa Road to 2002 Julian gioca nella J League e affronta la squadra di Philip Callaghan. In Captain Tsubasa Golden 23, viene convocato poi nella nazionale olimpica in vista delle qualificazioni alle Olimpiadi.

### Cronologia squadre
| Arco                                | Squadra           | Squadra       | Torneo                                 | Risultato     |
|                                     | Manga             | Anime         |                                        |               |
| ----------------------------------- | ----------------- | ------------- | -------------------------------------- | ------------- |
| Campionato elementari               | Musashi FC        | Mambo FC      | Campionato Nazionale Scuole Elementari | Semifinalista |
| La grande sfida europea             | -                 | Giappone U-13 | Amichevole                             | Vittoria      |
| La selezione giovanile del Giappone | -                 | Giappone U-13 | Amichevole                             | Vittoria      |
| Campionato medie                    | Musashi FC        | Mambo FC      | Campionato Prefettura Scuole Medie     | Finalista     |
| Torneo di Parigi                    | Giappone U-16     | Giappone U-16 | Mondiale U-16                          | Vittoria      |
| La grande sfida mondiale            | -                 | Giappone U-16 | Torneo U-16                            | Vittoria      |
| World Youth Special                 | Giappone U-19     | Giappone U-19 | Amichevole                             | Vittoria      |
| World Youth                         | Giappone U-19     | Giappone U-19 | Mondiale U-20                          | Vittoria      |
| World Youth                         | Shonan Bellmare   | -             | J League                               | -             |
| Road to 2002                        | FC Tokyo          | -             | J League                               | Non concluso  |
| Golden 23                           | Giappone U-22     | -             | Qualificazioni Asia Olimpiadi          | Vittoria      |
| Rising Sun                          | Giappone Olimpica | -             | Olimpiadi                              | In corso      |

## Accoglienza e impatto culturale
Per Marco Ercole di Fox Sports, se non fosse stato condizionato da problemi di salute Julian Ross sarebbe stato il calciatore più forte della serie. Julian è inoltre un personaggio ricorrente nel fumetto italiano Macerie prime di Zerocalcare.